# Interkozmosz–9
Az Interkozmosz–9 (IK-9) szovjet tudományos atmoszférakutató műhold, a szocialista országok közös Interkozmosz űrprogramjának egysége.

## Jellemzői
1973.  április 19-én a Kapusztyin Jar rakétakísérleti lőtérről a Majak–2 indítóállásából egy Interkozmosz hordozórakéta a Kosmos-2 (11K63) segítségével indították Föld körüli, közeli körpályára. Az orbitális egység pályája 102,1 perces, 48,4 fok hajlásszögű, elliptikus pálya-perigeuma 199 kilométer, apogeuma 1526 kilométer volt. Hasznos tömege 400 kilogramm. Energiaellátását akkumulátorok és napelemek összehangolt egysége biztosította. Feladata, felépítése, tudományos programja megegyezett az Interkozmosz–3, Interkozmosz–5 műholdakéval.
Lengyel szakemberek készítették az IK–9 Kopernik–500, kozmikus sugárzást mérő radiospektrográf műszert. Aktív szolgálati idejét 1973. október 15-én 179.46 nap után fejezte be, a Föld légkörébe érve elégett.

## Külső hivatkozások
- Interkozmosz–9. nasa.gov. (Hozzáférés: 2012. december 12.)
- Interkozmosz–9. skyrocket.de. (Hozzáférés: 2012. december 15.)
- Interkozmosz–9. lib.cas.cz. (Hozzáférés: 2012. december 15.)

| Elődje: Interkozmosz–8 | Interkozmosz sorozat 1969–1994 | Utódja: Interkozmosz–10 |